# Lao Airlines
La Lao Airlines (in laotiano ການບິນລາວ), è la compagnia aerea di bandiera laotiana con sede a Vientiane, capitale dello stato indocinese, ed hub presso gli aeroporti di Wattay e Luang Prabang.
Opera su rotte nazionali ed internazionali, collegando il Laos con Cambogia, Cina, Thailandia, Vietnam e Singapore.

## Storia
La compagnia ha origine nel 1976 con la fondazione della Lao Aviation che cominciò ad operare nel settembre dello stesso anno. Nei tardi anni novanta la compagnia aerea cinese China Yunnan Airlines ne divenne azionista in condivisione con il governo laotiano ed all'inizio degli anni duemila il governo acquisì tutto il pacchetto azionario. Nel 2003 la ragione sociale venne cambiata in Lao Airlines.
Inizialmente, operando su rotte che collegavano aeroporti nazionali situati in montagna e nelle zone tropicali, la compagnia aerea ha sofferto di una notorietà negativa causata da un certo numero di velivoli persi per incidenti. Nel corso degli anni la situazione è però migliorata sia per lo standard qualitativo dei velivoli impiegati che per un adeguamento progressivo delle strutture aeroportuali nazionali e dal 2000 fino al disastro dell'ottobre 2013 non era più rimasta coinvolta in incidenti. L'affidabilità risulta attualmente conforme agli standard internazionali essendo dotata di una flotta costituita da ATR 72, Airbus A320 e Xian MA60, risultati confermati dall'ottenimento, nel 2007 e 2008, dell'International Arch of Europe Award.

## Flotta
Ad agosto 2017 la compagnia opera con undici velivoli:
- 7 ATR 72
- 4 Airbus A320-200

## Incidenti
- 16 ottobre 2013: un ATR 72-600, marche RDPL-34233, operante il volo di linea interno 301 fra Vientiane e la città meridionale di Pakse precipita nel fiume Mekong a pochi chilometri dall'aeroporto di destinazione: tutti i 49 occupanti il velivolo, fra cui alcuni cittadini stranieri, muoiono nel disastro [6] Si pensa che la tragedia possa essere stata causata dal tifone Nari la cui coda si trovava sulla zona al momento dell'incidente[7]